# (3017) Petrovič
(3017) Petrovič (1970 CQ) ist ein ungefähr 13 Kilometer großer Asteroid des mittleren Hauptgürtels, der am 25. Oktober 1981 vom tschechischen (damals: Tschechoslowakei) Astronomen Antonín Mrkos am Kleť-Observatorium auf dem Kleť in der Nähe von Český Krumlov in der Tschechischen Republik (IAU-Code 046) entdeckt wurde. Er gehört zur Eunomia-Familie, einer Gruppe von Asteroiden, die nach (15) Eunomia benannt ist.

## Benennung
(3017) Petrovič wurde nach dem tschecho-slowakischen Klimatologen Štefan Petrovič (1906–2000) benannt.